# Моторесурс
Моторесурс — один из основных технических параметров, с помощью которого даётся оценка долговечности двигателя, машины или транспортного средства. Под моторесурсом, как правило, понимается объём наработки техники до состояния, при котором её дальнейшая эксплуатация невозможна либо связана с нарушением требований технической безопасности или недопустимым снижением эффективности работы.
Моторесурс транспортного средства определяется его пробегом в километрах, который отсчитывается с начала эксплуатации. Моторесурс тракторной техники и других видов нетранспортных машин, а также — двигателей внутреннего сгорания начисляется в часах работы, а для сельскохозяйственных комбайнов — в единицах убранной площади (га). Величина моторесурса определяется из результатов ресурсных стендовых и эксплуатационных испытаний на фактическую долговечность работы основных деталей и узлов с учётом действующих стандартов системы материально-технического обслуживания. В таком виде её значения устанавливаются нормативно-технической документацией и являются минимально допустимой величиной моторесурса; отправка двигателя или машины на плановый капитальный ремонт осуществляется только после его окончательной выработки. Стоит, однако, заметить, что в пределах моторесурса допускается замена отдельных быстроизнашивающихся деталей и узлов (траки гусеничных лент, вкладыши подшипников, поршневые кольца и т.п.).  
Эксплуатационный опыт использования военной техники позволяет утверждать, что определённая часть механизмов и технических устройств может функционировать значительно дольше установленного моторесурса. Как следствие, с накоплением соответствующего объёма статистической информации, для него может быть назначено новое значение. Моторесурс техники может также измениться на этапе её проектирования за счёт использования новых конструкторских решений и технологий. Наиболее полное использование ресурса технических средств обеспечивается неукоснительным следованием эксплуатационному регламенту и своевременной технической диагностикой узлов, систем и агрегатов.  